# ماه نور
ماه نور (به انگلیسی: Mahnoor) یک فیلم سینمایی موزیکال پاکستانی به کارگردانی عدنان وای قریشی است که توسط ظفر میراج نوشته شده و توسط کامران قریشی و نادیم جی تهیه شده است. 

## خلاصه داستان
این داستان یک دختر جوان است که در منطقه کار تجاری روسپیگری در شهر بزرگ شده و به رقصیدن و آواز خواندن آموزش داده شد است. او به خاطر صدا و زیبایی‌اش مشهور بود. یک روز او با دیدن رابطه یک فرزند و مادرش آرزو کرد خودش نیز مادر شود.  

## بازیگران
- ساورا نادم
- سارا لورن در نقش ماه نور
- ایوب کهوسو در نقش سیکندر علی خان
- سهیل اصغر در نقش اوستاد وفا
- کامران جیلانی در نقش روهیل
- اکبر سوبانی
- افشان قریشی
- حسن شهید میرزا در نقش رئیس شرکت موسیقی
- حارم قریشی